# Beifuß-Blütenspanner

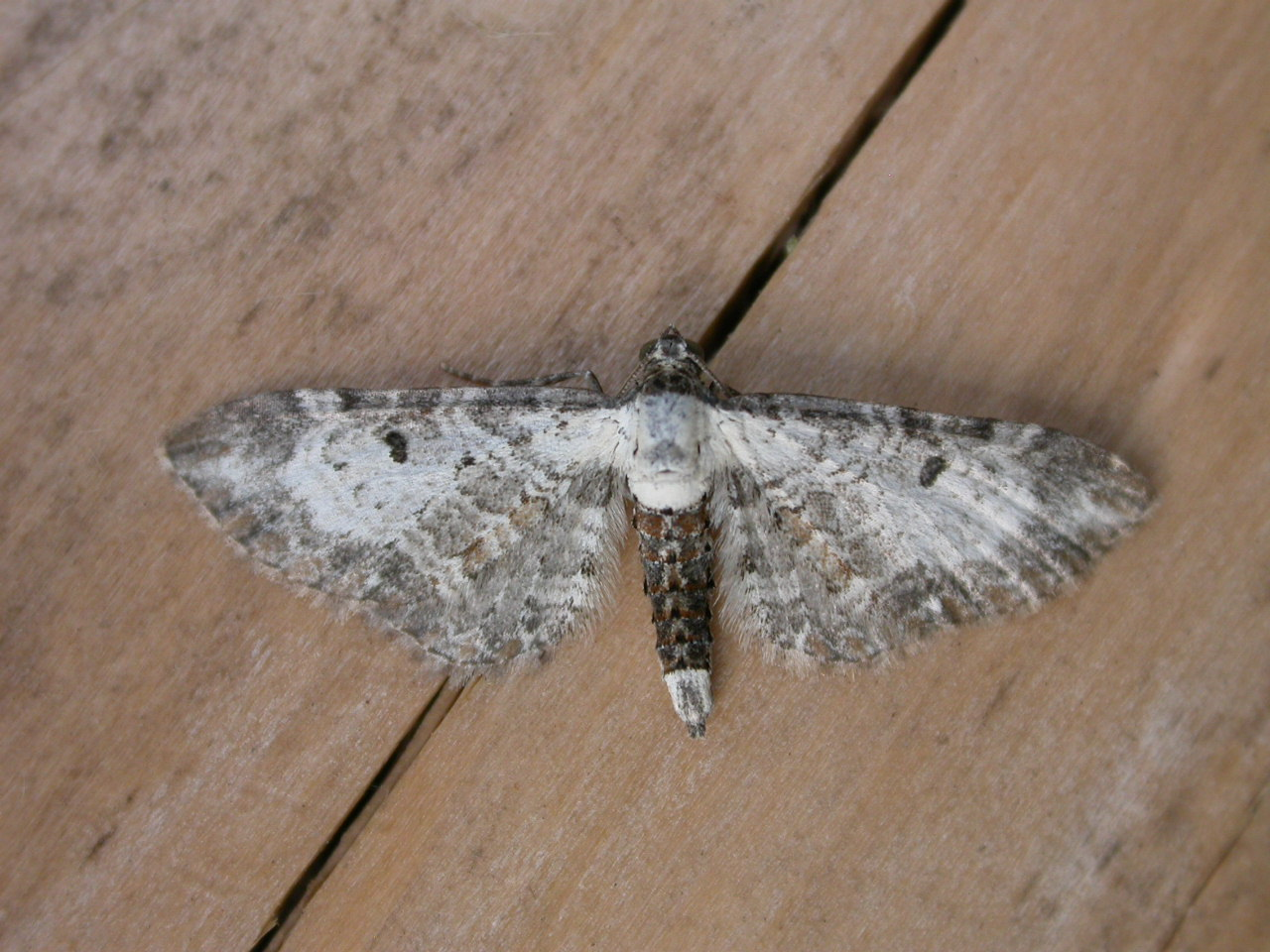
Männchen des Beifuß-Blütenspanners (Eupithecia succenturiata) in der für viele Blütenspanner-Arten typischen Ruhestellung

Der Beifuß-Blütenspanner (Eupithecia succenturiata), auch Rainfarn-Blütenspanner genannt, ist ein Schmetterling (Nachtfalter) aus der Familie der Spanner (Geometridae).

## Merkmale

### Falter
Die Flügelspannweite der Falter beträgt 20 bis 27 Millimeter. Die Grundfarbe der Vorderflügel ist milchigweiß bis kreideweiß. Vorder- und Außenrand sind graubraun bis rötlich braun verdunkelt. An der Costa sind die dunklen Bereiche zuweilen in braune Flecke aufgelöst. Nahe dem Saumbereich verläuft eine weiße Wellenlinie. Einige bräunliche Querlinien befinden sich im mittleren Sektor, sind jedoch zumeist undeutlich. Ein großer schwarzer, leicht ovaler Mittelpunkt hebt sich hingegen sehr deutlich hervor. Die Hinterflügel sind an der Basis weiß bis hellgrau. Der äußere Bereich ist dunkler und von einer weißen Wellenlinie durchzogen. Ein Mittelpunkt ist sehr klein oder fehlt gänzlich. Der Thorax ist weiß behaart. Bei den männlichen Faltern ist auch das hintere Abdominalsegment weiß gefärbt.

### Ei
Das Ei besitzt eine charakteristische Schalenskulptur, die aus geringfügig erhöhten und von verschwommenen Leisten begrenzten vieleckigen Feldern besteht. Es ist gelblich bis rötlich gefärbt.

### Raupe
Erwachsene Raupen sind violettgrau bis bräunlich und zeigen auf den mittleren Segmenten eine schwärzliche Rautenzeichnung sowie auf den mittleren Segmenten dunkle Nebenrückenlinien. Außerdem besitzen sie violettweiße Seitenstreifen.

### Puppe
Die mittelschlanke Puppen haben eine rostrote bis braune Farbe und zeigen grünliche Flügelscheiden. Am Kremaster befinden sich zwei kräftige sowie jederseits drei dünnere Hakenborsten.

### Ähnliche Arten
Die Falter des Beifuß-Blütenspanners sind aufgrund ihrer charakteristischen Zeichnung kaum zu verwechseln, hingegen sind deren Raupen von denjenigen des Schafgarben-Blütenspanners  (Eupithecia icterata) praktisch nicht zu unterscheiden.

## Geographische Verbreitung und Vorkommen
Der Beifuß-Blütenspanner ist in Europa weit verbreitet. Das Vorkommen erstreckt sich auch durch Zentralasien bis nach China und Kamtschatka. In den Pyrenäen sind die Tiere bis in eine Höhe von 1800 Metern zu finden. Sie bevorzugen Steppengebiete, offenes buschiges Gelände, Brach- und Magerrasenflächen sowie Parklandschaften.

## Lebensweise
Die Falter sind nachtaktiv und fliegen in einer Generation von Mitte Mai bis Anfang September. Sie erscheinen in beiden Geschlechtern auch an künstlichen Lichtquellen. Die Raupen leben im September und Oktober. Sie ernähren sich hauptsächlich von den Blättern, Blüten und Früchten verschiedener Pflanzen, beispielsweise von Gemeinem Beifuß (Artemisia vulgaris), Rainfarn (Tanacetum vulgare), Gemeiner Schafgarbe (Achillea millefolium) und Rauschbeere (Vaccinium uliginosum). Die Puppen überwintern.

## Gefährdung
In Deutschland kommt der Beifuß-Blütenspanner in allen Bundesländern vor und wird auf der Roten Liste gefährdeter Arten als nicht gefährdet geführt.